# Senecio tricuspidatus
Senecio tricuspidatus là một loài thực vật có hoa trong họ Cúc. Loài này được Hook. & Arn. miêu tả khoa học đầu tiên năm 1841.